# Косински, Джозеф
Джозеф Косински (англ. Joseph Kosinski, род. 3 мая 1974) — американский кинорежиссёр, создатель рекламных роликов и фильмов, специалист по компьютерной графике. Его дебютная работа в кино — научно-фантастический фильм «Трон: Наследие». До этого занимался телевизионной рекламой и разработкой видео для игры Halo 3 (2007).

## Биография
Джозеф Косински родился в Маршалтауне (Айова), США. Выпускник Архитектурной школы Колумбийского университета. В настоящее время — преподаватель архитектуры, по специальности трёхмерное моделирование.

После переезда в Лос-Анджелес в 2005 году начал писать роман под названием «Забвение» (англ. Oblivion), по которому кинокомпания Walt Disney Pictures планировала снять фильм в 2012 году, но затем передала права компании «Universal Pictures», которая выпустила фильм в 2013 году с Томом Крузом в главной роли.

В 2007 году компания Warner Brothers наняла его, чтобы снять ремейк научно-фантастического фильма 1970-х «Бегство Логана» (англ. Logan’s Run). В 2010 году снял «Трон: Наследие» — сиквел фильма «Трон». В ноябре 2009 года стало известно, что Косински снимет ремейк фильма «Чёрная дыра» (англ. The Black Hole) 1979 года. Планирует режиссировать научно-фантастический фильм «Архангелы» (англ. Archangels).

## Фильмография

### Полнометражные фильмы
| Год  | Название         | Режиссёр | Продюсер | Сценарист           |
| ---- | ---------------- | -------- | -------- | ------------------- |
| 2010 | Трон: Наследие   | Да       | Нет      | Нет                 |
| 2013 | Обливион         | Да       | Да       | Графическая новелла |
| 2017 | Дело храбрых     | Да       | Нет      | Нет                 |
| 2022 | Топ Ган: Мэверик | Да       | Нет      | Нет                 |
| 2022 | Спайдерхед       | Да       | Нет      | Нет                 |
| 2024 | Смерч 2          | Нет      | Нет      | Сюжет               |
| 2025 | F1               | Да       | Да       | Сюжет               |
| TBA  | Топ Ган 3        | Да       | Нет      | Нет                 |

### Короткометражные фильмы
| Год  | Название    | Режиссёр | Исполнительный продюсер | Сценарист |
| ---- | ----------- | -------- | ----------------------- | --------- |
| 2008 | TR2N        | Да       | Нет                     | Нет       |
| 2017 | Раскопки    | Да       | Нет                     | Да        |
| 2023 | Спокойствие | Нет      | Да                      | Нет       |

### Музыкальное видео
- Леди Гага – Hold My Hand (2022)

### Рекламные ролики и трейлеры видеоигр
- Nintendo DS – Touch (2004)
- Gears of War – Mad World (2006)
- Halo 3 – Starry Night (2007)
- Saab Aero-X – Blackbird (2007)
- Hummer – Selector (2007)
- Chevrolet – Baby (2008)
- Halo 4 – Awakening (2011)
- Assassin's Creed Unity – Unity (2014)
- Destiny – Become Legend (2014)
- Nissan Qashqai – Fly by Night (2014)
- Destiny – Evil's Most Wanted (2015)
- Gatorade – Sports Fuel (2016)
- Doom – cinematic trailer (2016)
- Taco Bell – Web of Fries (2018)
- BMW i7 M70 – The Calm (2023)
- Chanel – Who Are You Coco Mademoiselle? (2023)